# Lago di Zeuthen
Il cosiddetto lago di Zeuthen (in tedesco Zeuthener See) è in realtà un forte allargamento del letto del fiume Dahme a sud-est di Berlino, al confine con lo stato del Brandeburgo. Attraverso questo lago passa il confine fra i due länder.

## Descrizione

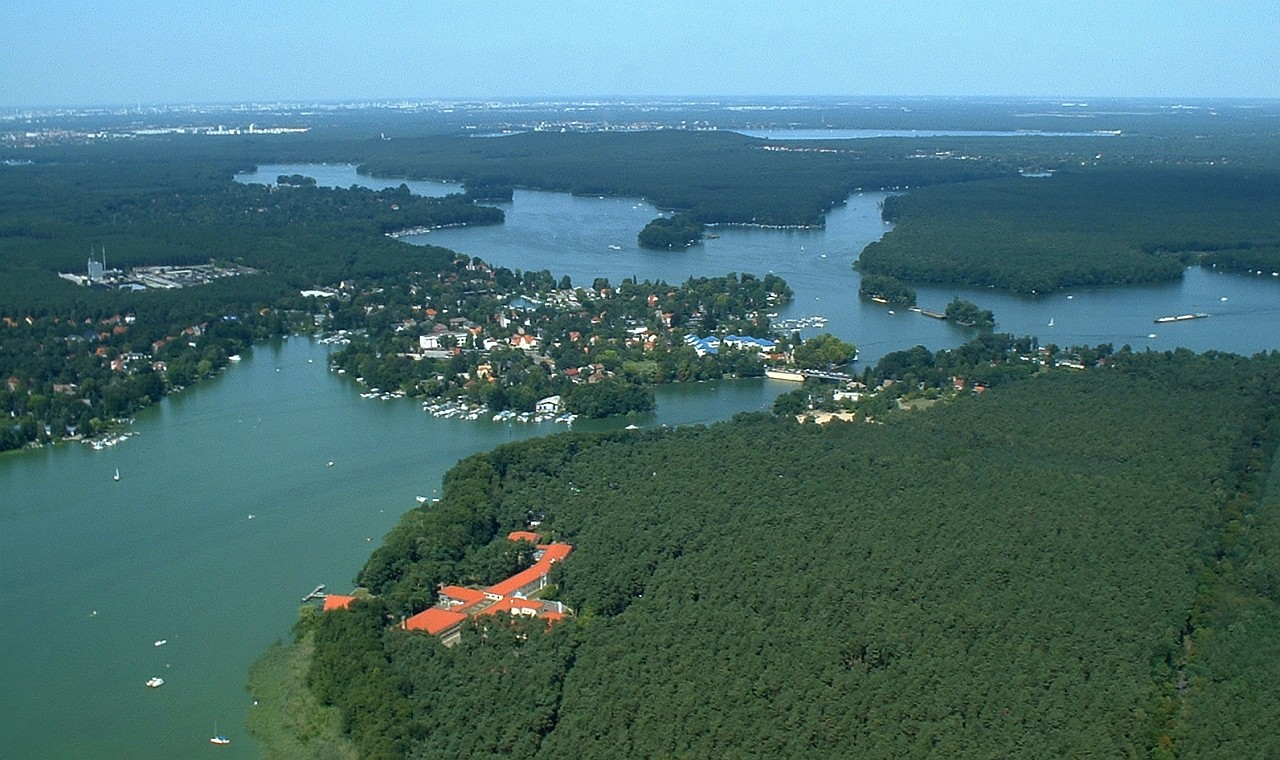
Veduta aerea del lago di Zeuthen

Il lago di Zeuthen fa parte della via d'acqua federale Dahme-Wasserstraße. Il lago ha inizio dal km. 0 di questa via d'acqua, a nord del ponte stradale di Schmöckwitz, e termina poco prima del km 4 a Rauchfangswerder. Esso è lungo quindi circa 4 chilometri. La sua larghezza va dai 100 agli 800 metri. Con una profondità media di 3  ed una punta massima di 4, non è tra i laghi tedeschi più profondi. Il fondo è piuttosto omogeneo, coperto da uno spesso strato melmoso e solamente presso l'isola di Zeuthener Wall s'incontra un fondo di ghiaia dura. Sulla sua riva occidentale, nel Brandeburgo, si affacciano i comuni di Eichwalde e di Zeuthen, quella settentrionale bagna il quartiere berlinese di Schmöckwitz ed a sud la zona berlinese di Rauchfangswerder. La riva occidentale, a causa degl'insediamenti abitativi, mostra scarsa vegetazione, mentre quella orientale e ricca di densi canneti e vi giunge anche l'estremità di un bosco.

## Ecologia
La qualità delle acque del lago, anche come acque balneari, viene regolarmente controllata e nel 2007 è stata dichiarata eccellente. Il lago è definito meromissico, con acque leggermente alcaline. A causa dell'eutrofizzazione, lo strato profondo del lago raggiunge in estate lo spessore di circa 50 cm. Il canale di Selchow sfocia nel lago. Le associazioni dei cittadini di Berlino e del Brandeburgo hanno documentato nella loro home page l'individuazione di qualche immissione di sostanze tossiche nel canale di Selchow, che sarebbero state finite poi nel lago nel 2005, ma ciò contrasta con i rilevamenti del Land di Berlino.

## L'isola di Zeuthener Wall
Nel lago sorge una piccola isola di circa 0,25 ha chiamata Zeuthener Wall e territorialmente appartenente a Berlino. Essa in estate è regolarmente ed intensamente utilizzata come centro per sport acquatici. Nel 1998 l'Amministrazione per lo Sviluppo della città del Senato di Berlino ha emesso un "Decreto per la protezione della componente paesaggistica dell'isola di Zeuthener Wall nel distretto di Köpenick di Berlino" (Verordnung zum Schutz des Landschaftsbestandteils Insel Zeuthener Wall im Bezirk Köpenick von Berlin) ed ha provveduto al risanamento dell'isola con numerose misure (protezione delle rive).

## Il lago nella letteratura
Lo scrittore tedesco dell''800 Theodor Fontane ha narrato nella sua opera Wanderungen durch die Mark Brandenburg ("Viaggi nella marca di Brandenburgo") narrare del suo viaggio, effettuato nel luglio del 1874 con l'imbarcazione Sphinx, inoltrandosi fino ai laghi ed alle sorgenti della Sprea dei Venedi. Questo viaggio incluse anche un passaggio sul lago di Zeuthen.
Nel lago vi è anche il cosiddetto Hankels Ablage, che Fontane descrive come «…colonia di ville, sita all'estremità meridionale del lago di Zeuthen…» e «…uno dei luoghi più deliziosi dei dintorni di Berlino.» Il suo nome proviene da quello di un pescatore, certo Friedrich Hankel, che si stabilì nel primitivo luogo di carico e scarico, denominato appunto Ablage, ove venivano trasbordate merci come legno, carbone, paglia, e che successivamente divenne un'osteria. I figli ed i nipoti di Friedrich lo trasformarono in un albergo per gitanti.
Nella Marca di Brandeburgo vi erano una volta moltissimi piccoli porti fluviali per il trasbordo di merci, che costituivano importanti luoghi di comunicazione per la popolazione.

## Importanza economica e turistica
- Sport acquatici: la località viene intensamente utilizzata per sport acquatici e vi si praticano vela, canoa, canottaggio e pesca;
- Navigazione: per la navigazione commerciale il lago di Zeuthen è un'importante via d'acqua per il trasporto di merci che alimentano la capitale tedesca. Importante è il trasporto di carbone e materiali da costruzione, attraverso il porto cittadino di Königs Wusterhausen dai porti di Wildau, Zeuthen ed Eichwalde;
- Pesca: l'uso delle acque del lago per la pesca risale agl'insediamenti slavi del VII ed VIII secolo. Anche oggi vi si trova una gran quantità di pesci, per la gioia dei pescatori dilettanti: breme, cavedani, rutili, idi, percidi, sandre ed anguille. Anche grossi pesci siluro vivono nelle acque del lago.
- Turismo: il collegamento con la ferrovia ha generato un flusso turistico di gitanti. Nella zona della riva orientale vi è anche un campeggio